# Turó del Jep Dó
El Turó del Jep Dó és una muntanya de 537,8 metres d'altitud que es troba en el límit dels termes municipals de Calders i de Monistrol de Calders, al Moianès.
És a l'extrem de ponent de la Serra de Mas Pujol, a la dreta del torrent de Bellveí i a la dreta -nord- del torrent de Bellveí i dels Fondos de Mas Pujol. Queda al damunt i al sud-est de la Casa Gran de Bellveí.

## Etimologia
Rep el nom de qui tenia una vinya que ocupava una bona part del turó: el Jep Dó, el Josep -Jep- de Cal Dó, una casa de Monistrol de Calders.